# Abbaye Saint-Jean-de-Réome
Pour les articles homonymes, voir Abbaye Saint-Jean.
L'abbaye Saint-Jean-de-Réome est une ancienne abbaye bénédictine, de la congrégation de Saint-Maur, à partir de 1635, et  située à Moutiers-Saint-Jean (Côte-d'Or), et dite couramment abbaye de Moutiers-Saint-Jean.
Fondée, selon la tradition, vers 450 par Jean, un fils de nobles patriciens dijonnais, l'abbaye, que l'on dit être la plus ancienne de Bourgogne, fut d'abord installée près de la source de la Réome sur le territoire de la commune actuelle de Corsaint. Il s'agissait alors d'un simple ermitage dans le « désert ». Elle fut transférée dans son emplacement actuel au cours du VIe ou du VIIe siècle pour commencer une période de grande prospérité qui culminera au XIIe siècle, l'abbatiale est consacrée par l'évêque de Langres Joceran de Brancion en 1177. 
Pendant l'abbaye de Hunna (Hunnanus), un moine de Remiremont, la règle monastique originelle, qui avait été celle de l'ancien saint Macaire d'Alexandrie, fut remplacée par la règle de saint Colomban de Luxeuil, fondée par le missionnaire irlandais saint Colomban. Quand Jonas de Bobbio est resté dans le monastère en 659, pendant l'abbaye de Hunna, il a été forcé par les moines à écrire une biographie de leur fondateur. Le résultat était Vita Iohannis.
En 816-17, Saint-Jean fut réformé selon les conciles d'Aix-la-Chapelle (Institutio canonicorum Aquisgranensis).
Il ne reste plus grand-chose de cette époque, mis à part l'iconographie ancienne et quelques morceaux de sculptures éparses, dont les plus beaux éléments ornent les musées du Louvre, du musée archéologique de Dijon ou des collections américaines, au Harvart Art Museum par exemple. Les bâtiments actuels datent en majeure partie de la période de reconstruction à la fin du XVIIe siècle, date à laquelle la réforme mauriste fut introduite à Moutiers-Saint-Jean. La grande abbatiale romane, malgré son bon état, fut démolie à la suite de la Révolution et ses pierres réemployées dans de nombreuses constructions alentour.
Dans sa période la plus faste, l'abbaye assurait son autorité sur plus de vingt-deux paroisses, essentiellement dans le département actuel de l'Yonne. Son abbé était très reconnu et écouté, il participait aux différents conciles de l'époque.
Au titre des monuments historiques, les façades des deux bâtiments du XVIIe siècle et le grand escalier à rampe en fer forgé font l'objet d'une inscription par arrêté du 6 juillet 1925 ; la porte d'entrée principale fait l'objet d'une inscription par arrêté du 4 décembre 1925 ; le sol de l'abbaye et de l'église abbatiale, le corps de bâtiment sud et l'hôtellerie font l'objet d'une inscription par arrêté du 3 février 1995.
L'abbaye est rachetée par des particulier en 2012, après une campagne de restauration le site est ouvert au public en 2013. Une collecte organisé par la Fondation du patrimoine est organisé en 2020 pour financer des travaux de restaurations de la toiture notamment.

## Historique

### Période pré-romane
Les vestiges les plus anciens qui nous soient parvenus sont des fragments du sarcophage de saint Jean. Cette cuve rectangulaire en marbre est représentée en entier au XVIIIe siècle et citée de nombreuses fois dans les descriptions anciennes conservées dans les archives. La face principale de ce tombeau est sculptée en ronde-bosse d'une arcature à l'antique dite « à portes de ville » abritant le Christ et les douze apôtres dans un style inspiré des sarcophages de l'antiquité romaine mais dont le caractère chrétien ne fait aucun doute. Ces sarcophages généralement datés du IVe siècle de notre ère semblent avoir été sculptés en Italie du Nord ou dans le midi de la France, on trouve d'autres cuves du même type, en particulier à Lyon au Musée gallo-romain de Fourvière ou  dans certaines collections italiennes.
L'iconographie ancienne montre déjà des dégradations sur les têtes des personnages qui ont été cassées par les Huguenots durant les guerres de religion. Les trois morceaux conservés sont très significatifs de l'ouvrage, il s'agit tout d'abord de la partie centrale haute de la cuve avec le Christ sans tête, plus grand que les personnages voisins et tenant un attribut élancé dans la main droite, ce qui le distingue des autres. Le second morceau est une tête d'apôtre, regardant vers la droite, et reconnaissable sur la gravure ancienne parmi les quelques visages ayant survécu, il s'agit du personnage le plus à droite sur la vue. En l'absence d'attribut particulier des apôtres, il est impossible de l'identifier. Le troisième morceau est une partie du bas d'une robe d'un intérêt plus secondaire.
En l'absence de fouilles archéologiques sur le terrain de l'abbaye, il est difficile de connaître les dispositions préromanes de l'église ou du monastère. Les rares sources d'archives disponibles précisent bien la présence d'une église au monastère dès l'époque mérovingienne, mais sans en préciser la forme. Le premier élément probant, et le seul à ce jour, que nous pouvons présenter consiste en un petit chapiteau en calcaire de style carolingien, orné de palmettes assez frustes. Ornement d'un petit portail ou d'une fenêtre géminée, ce seul élément ne nous renseigne que très peu sur l'architecture de l'abbatiale. Pourtant, les textes de cette époque témoignent d'une abbaye florissante avec à sa tête des abbés puissants qui devaient avoir à cœur de célébrer dans un édifice de grande ampleur à la décoration soignée.      

### Période romane

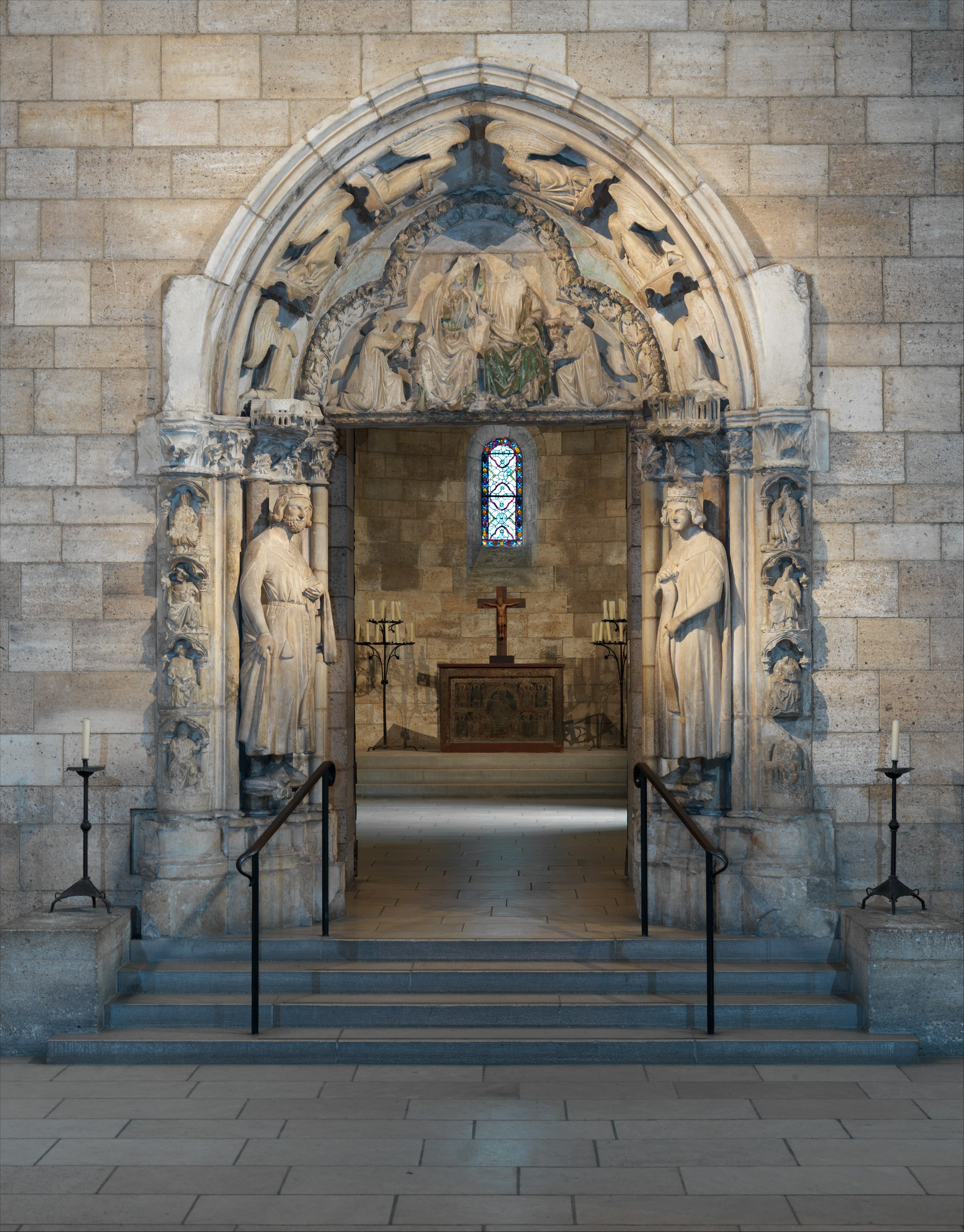
Le portail de l'abbaye, remonté au Cloisters Museum de New York.

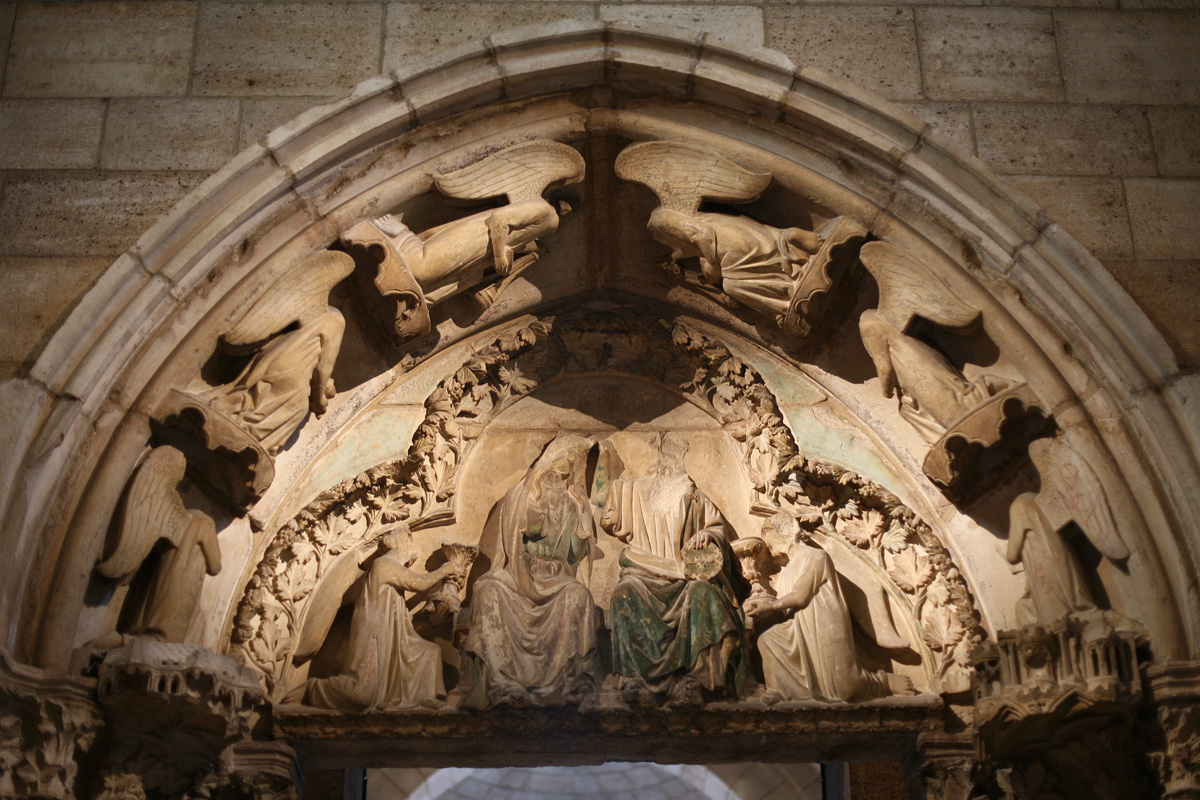
Le portail de l'abbaye, remonté au Cloisters Museum de New York.

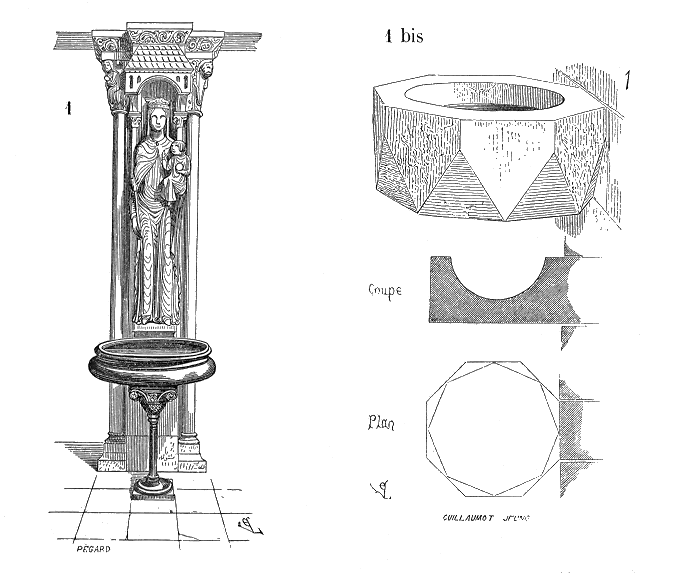
Le bénitier de l'église abbatiale, dessin de Viollet-le-Duc.

L'époque romane est incontestablement la période la plus florissante et la plus riche de l'abbaye Saint-Jean-de-Réome. Cette période a été bien analysée par plusieurs publications récentes. Sous l'impulsion d'abbés puissants et avisés, le monastère s'enrichit et s'embellit rapidement, l'abbatiale est reconstruite par Odilon entre 1120 et 1180, son architecture et sa décoration n'ont alors rien à envier à celles de Vézelay, Autun ou même celle de l'abbaye majeure, Cluny. La qualité des chapiteaux retrouvés, des détails architectoniques ou le portail représenté au XVIIIe siècle, témoignent d'une construction très soignée ayant fait appel aux meilleurs maçons, tailleurs de pierre et sculpteurs du moment. Nous ne disposons d'aucun plan de l'église, mais quelques descriptions anciennes et une vue perspective de l'abbaye avant les travaux du XVIIe siècle nous permet d'en définir quelques caractéristiques. L'abbatiale présentait alors une nef de six travées avec une élévation à trois niveaux, un transept non saillant surmonté d'une tour de croisée, un long chœur de trois travées prolongé d'une abside hémicirculaire abritant la chapelle de saint Jean. Deux collatéraux  bordaient la nef, le transept et le sanctuaire, ils se terminaient (au moins au sud) par une chapelle formant un chevet échelonné. L'intérieur était scandé de travées et d'arcs formerets saillants peut-être décorés de billettes (avant la réfection des voûtes au XVIIIe siècle), de chapiteaux sur pilastres cannelés (au moins dans la croisée du transept), et sans doute de colonnes et chapiteaux à base circulaires dans les bas-côtés et  sous les arcades entre nef et bas-côtés. En effet, les vestiges montrent des chapiteaux à base rectangulaires à la corbeille très pentue et des chapiteaux plus verticaux à base ronde. Les décors connus sont historiés ou végétaux avec certaines différences de style qui les rattachent à plusieurs écoles de sculpteurs connues sur les grands sites bourguignons. À ce jour nous connaissons sept chapiteaux historiés et douze chapiteaux à feuillages, dispersés dans plusieurs musées en France et aux États-Unis. Un autre chapiteau historié se rapproche, par son style, du portail occidental.
Un large porche s'ouvrait à l'ouest, il est connu par la gravure publiée au XVIIIe siècle. Le tympan sculpté et le dessin qu'on peut saisir des chapiteaux semblent cependant plus tardifs que le style des grands chapiteaux de l'intérieur.
Du reste des bâtiments de l'abbaye médiévale, il ne reste, aujourd'hui, quasiment plus rien, à l'exception de la façade déjà gothique du « farinier », présent sur la gravure à gauche devant l'abbatiale et sur la maquette du XVIIIe siècle dont il sera question plus loin. L'ensemble des autres bâtiments a été totalement remplacé lors des travaux réalisés par les moines mauristes à la fin du XVIIe siècle. L'abbatiale a été détruite avant 1830.
À cette période majeure de l'histoire de l'abbaye, nous associerons les ajouts gothiques qui sont attestés par les documents et les vestiges conservés. En premier lieu le portail méridional du XIIIe siècle, permettant l'accès à l'église depuis le cloître à l'abbatiale, est parfaitement conservé, mais aux États-Unis... Il a été vendu en 1920, des photographies anciennes le montrent dans un des murs de la grange qui a remplacé l'abbatiale après la Révolution. Ce portail remonté au Cloisters Museum à New York est un bel exemple précoce du portail à statues colonnes du début de l'époque gothique en Bourgogne. Au tympan le couronnement de la Vierge et, contre les ébrasements, les statues de Clovis et Clotaire, illustres parrains présumés de l'abbaye. Le remontage réalisé outre-atlantique pose cependant quelques problèmes d'interprétation. En effet, les proportions générales de l'ensemble semblent ramassées par rapport aux élancements propres au style gothique ; les pères de l'église au-devant des ébrasements ne sont que huit et l'absence de linteau sous le tympan paraît curieuse. Pourtant le remontage a été réalisé comme il était dans l'abbaye au début du XXe siècle. Il faut donc en déduire qu'il avait été remonté durant le XIXe siècle et que les maçonneries avoisinantes ne peuvent être tenues comme celle du mur sud de l'abbatiale.

### Le cloître
Le cloître visible sur la vue du XVIIe siècle semble avoir déjà connu un début de remplacement au sud. Cependant, la travée nord présente des baies géminées trilobées ou à oculus d'où pourraient provenir certains écoinçons sculptés retrouvés, en particulier en remplissage du portail méridional. Ce cloître pourrait avoir été couvert de voûtes d'ogives sur base carrée ou barlongue, avec des clefs sculptées qui ont été retrouvées en grand nombre.

### Période classique

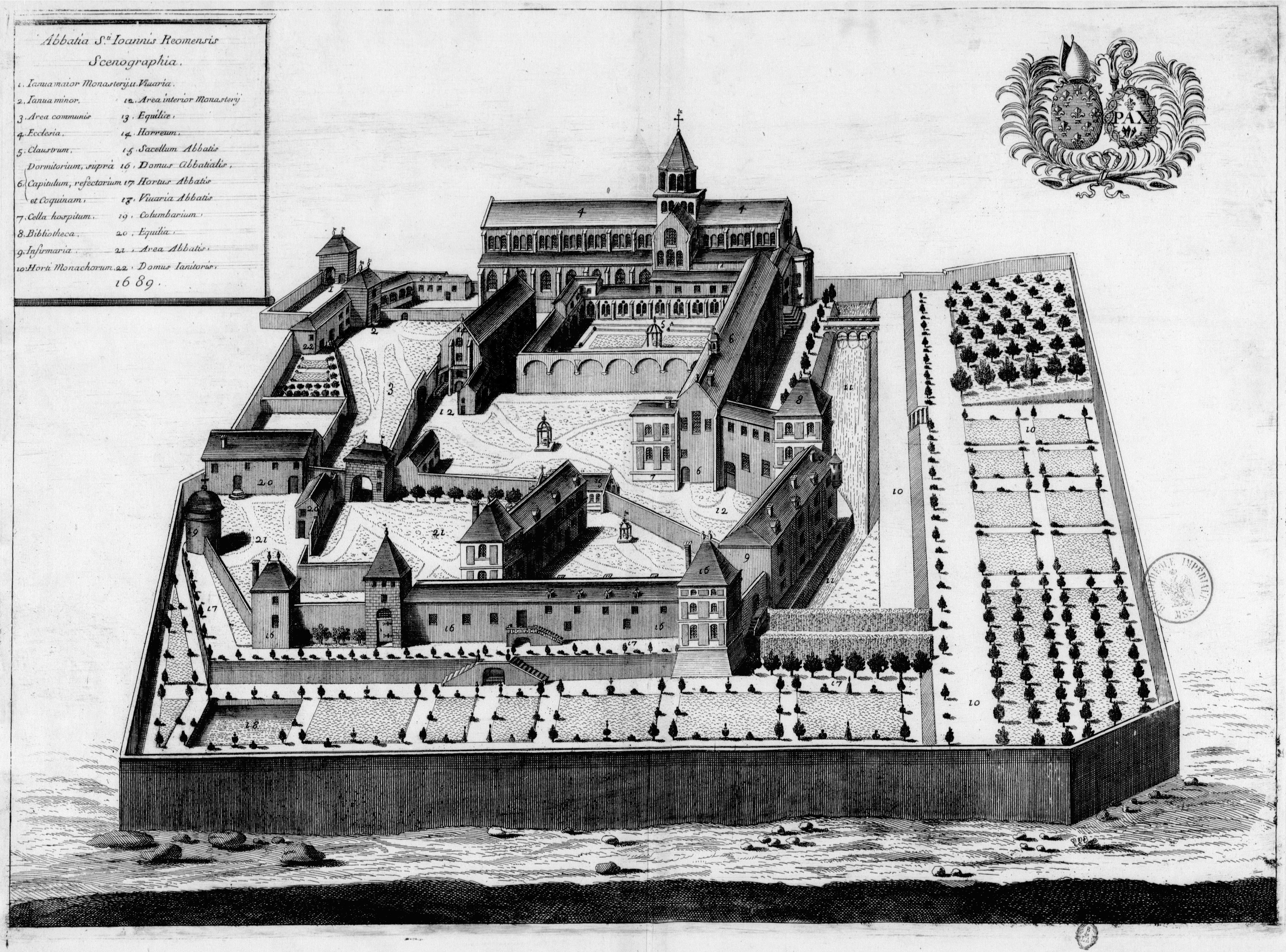
L’abbaye au XVIIe siècle, planche gravée du Monasticon Gallicanum.

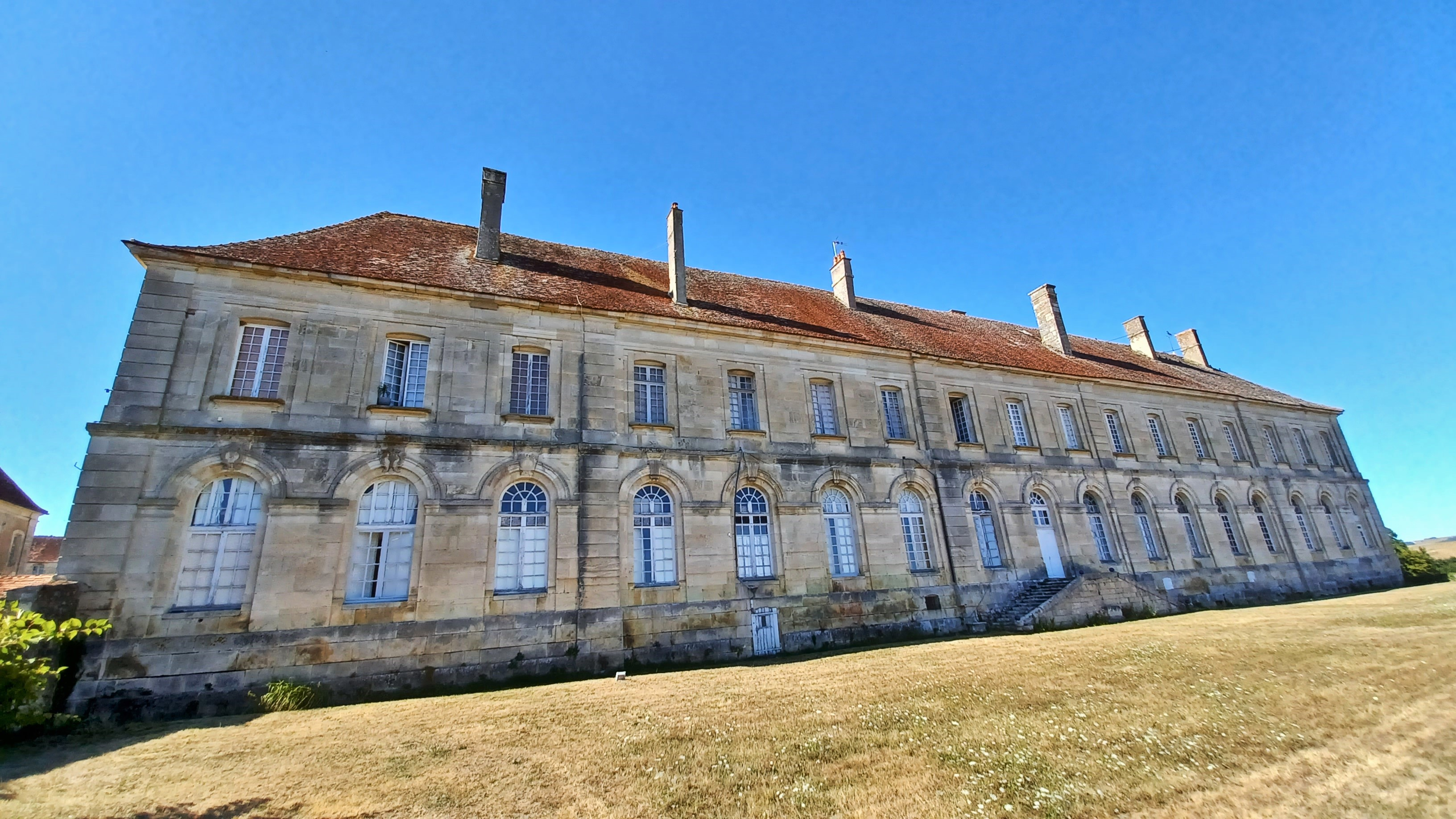
Château Abbaye en 2022.

À partir du XVe siècle, le monastère perd de sa puissance et de ses revenus. La situation s'aggrave avec les troubles de la guerre de Cent Ans, des guerres de Religion et de la Ligue, l'abbaye est pillée à plusieurs reprises. La situation se dégrade fortement jusqu'à la reprise en main par les frères Mauristes à partir de 1635. Ces derniers, moines très érudits, vont permettre le renouveau du monastère alors sous le régime de la commende et renouveler presque complètement l'architecture de l'abbaye à l'exclusion du farinier et de la nef et du transept de l'abbatiale qui seront conservés jusqu'à la période révolutionnaire et au-delà. Sous l'impulsion des abbés de la Rochefoucauld et Rochechouard de Chandenier, le chœur et le transept de l'abbatiale seront reconstruits, les cellules des moines, le salon de musique aux stucs et gypseries délicats, la bibliothèque et trois ailes du cloître seront reconstruits dans un goût nouveau, de même que le portail d'entrée, les granges à dîmes et l'hôtellerie qui fut luxueuse. Les travaux sont assez longs et s'arrêtent à plusieurs reprises. Une maquette de cette période est conservée, elle montre un état sensiblement différent de l'existant avec des frontons et des modénatures dissemblables et des baies de proportions autres. Cette situation nous amène à considérer la possibilité d'être face à une maquette de projet, avant réalisation et ce malgré la présence d'une étiquette donnant une date tardive. Comme aucun plan ancien de ces bâtiments n'a été conservé, la réponse n'est pas aisée, peut-être une analyse fouillée des archives de cette période préciserait cette hypothèse.
Les bâtiments principaux et en particulier la façade sur les terrasses, sont construits en grand appareil, avec de fortes modénatures et des clefs saillantes sculptées. L'ordonnancement est très strict et révèle une main de maître dont nous ne connaissons pas l'identité avec certitude. Il semble pourtant très probable qu'il s'agisse de Claude Louis d'Aviler, grand prix de l'Académie royale d'architecture en 1730 et affecté à la Maîtrise particulière de Sens (Yonne). D'Aviler était l'architecte de l'évêque-duc de Langres, Gilbert-Gaspard de Montmorin de Saint Herem qui était aussi abbé commendataire de Moutiers-Saint-Jean. D'Aviler compte dans ses réalisations le château de Talmay en Côte-d'Or, directement inspiré de l'hôtel Peyrenc de Moras à Paris, œuvre de l'architecte Jean Aubert. Pour Moutiers-Saint-Jean, d'Aviler s'inspire là encore d'une œuvre d'Aubert, l'abbaye de Chaalis (60). Il emploie le même dessin aussi sur l'abbaye de Molesme qu'il va rebâtir. Il travailla beaucoup pour Montmorin de Saint Herem, évêque de Langres et son œuvre la plus importante est la façade de la cathédrale Saint-Mammes de Langres.
Durant toute cette période, l'abbatiale est conservée en service. Au XVIIIe siècle, le chœur et le transept sont reconstruits en 1730.
Le clocher de l'abbatiale a été abattu, non sans mal, le 2 fructidor de l'an II (soit le 19 août 1794). Les bâtiments du monastère, sans l'église, sont vendus comme bien national le 25 thermidor an V (soit le 12 août 1797) et démolis, à l'exception du logis des moines. Pour l'abbatiale, les rapports de visite révolutionnaires la décrivent comme saine et en bon état malgré les désordres consécutifs à la démolition du signe de féodalité (le clocher). Cette situation n'empêche pas sa vente comme bien national en 1803 et sa démolition avant 1831, malgré la volonté des habitants de la garder comme lieu de culte principal. Les pierres issues de sa démolition vont alors servir de matière pour les fours à chaux et de matériaux de construction pour de nombreux bâtiments alentour.
À partir de cette période, le reste de ces bâtiments est divisé et sert de logements et d'exploitation agricole. En particulier, une grange est construite à l'emplacement de l'église, les derniers vestiges médiévaux disparaissent peu à peu, le portail en 1920, le puits du cloître supprimé dans les années 1960, les vestiges lapidaires dispersés. En 2012 Olivier de Clarembaut et Thierry de Chamilly rachètent le site et décident de l'ouvrir au public après restaurations. L'inauguration a lieu le 5 juillet 2013. Les décors de gypseries du XVIIIe siècle, l’appartement du moine portier, la galerie de cloître, le grand escalier d’honneur et deux chambres meublées, sont donc ouvert au public.

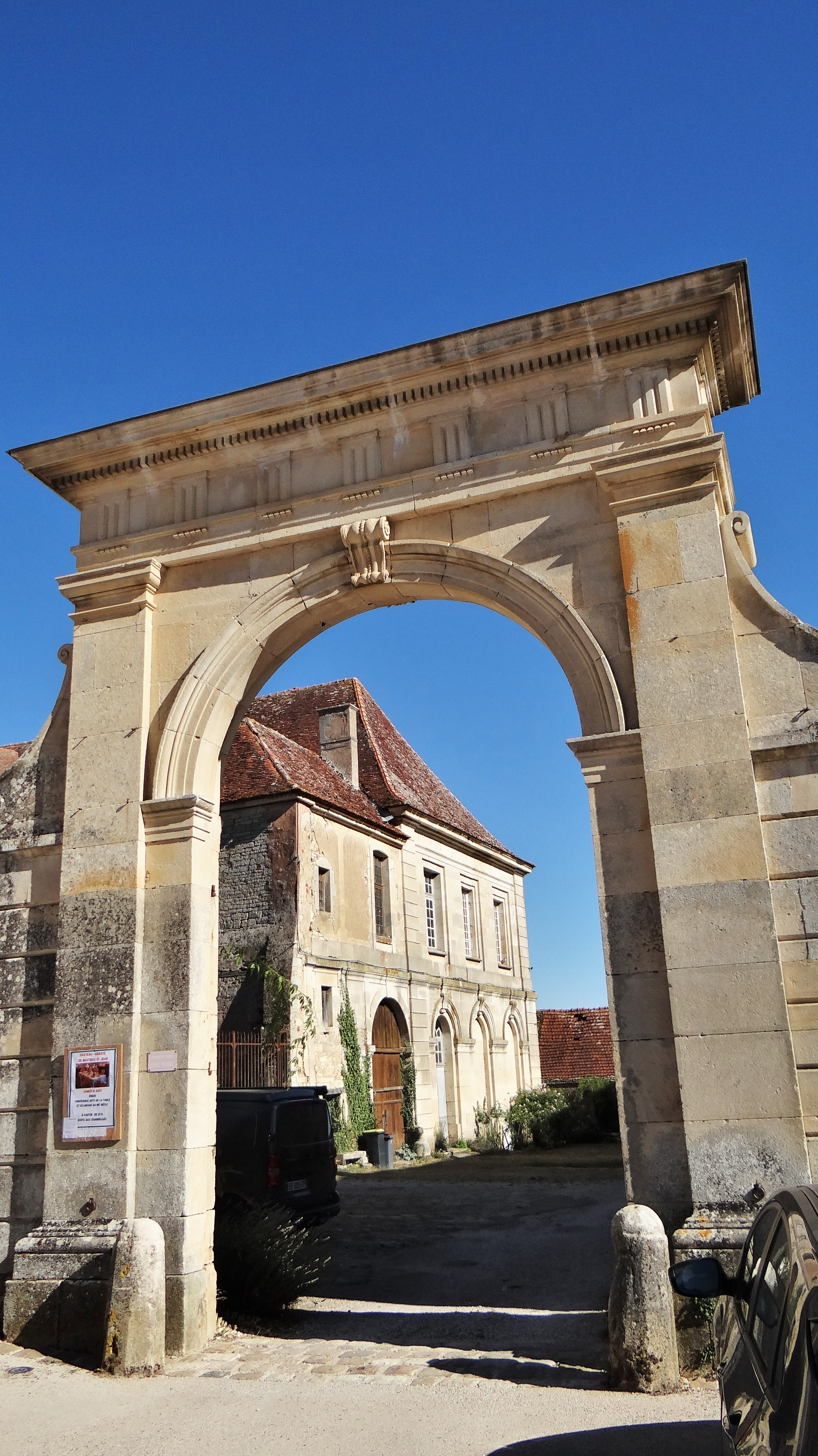
Portail.
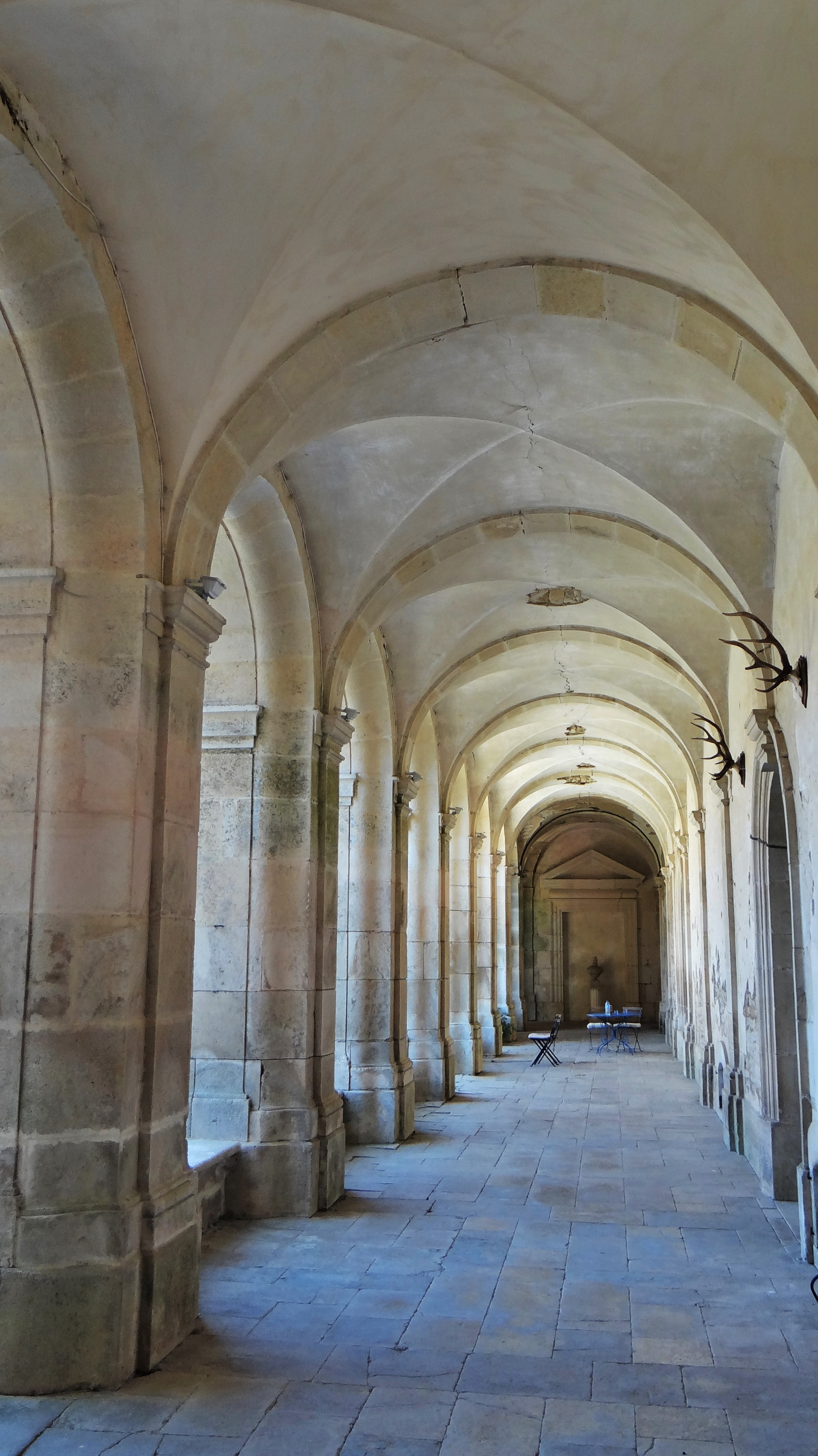
Galerie de cloître.
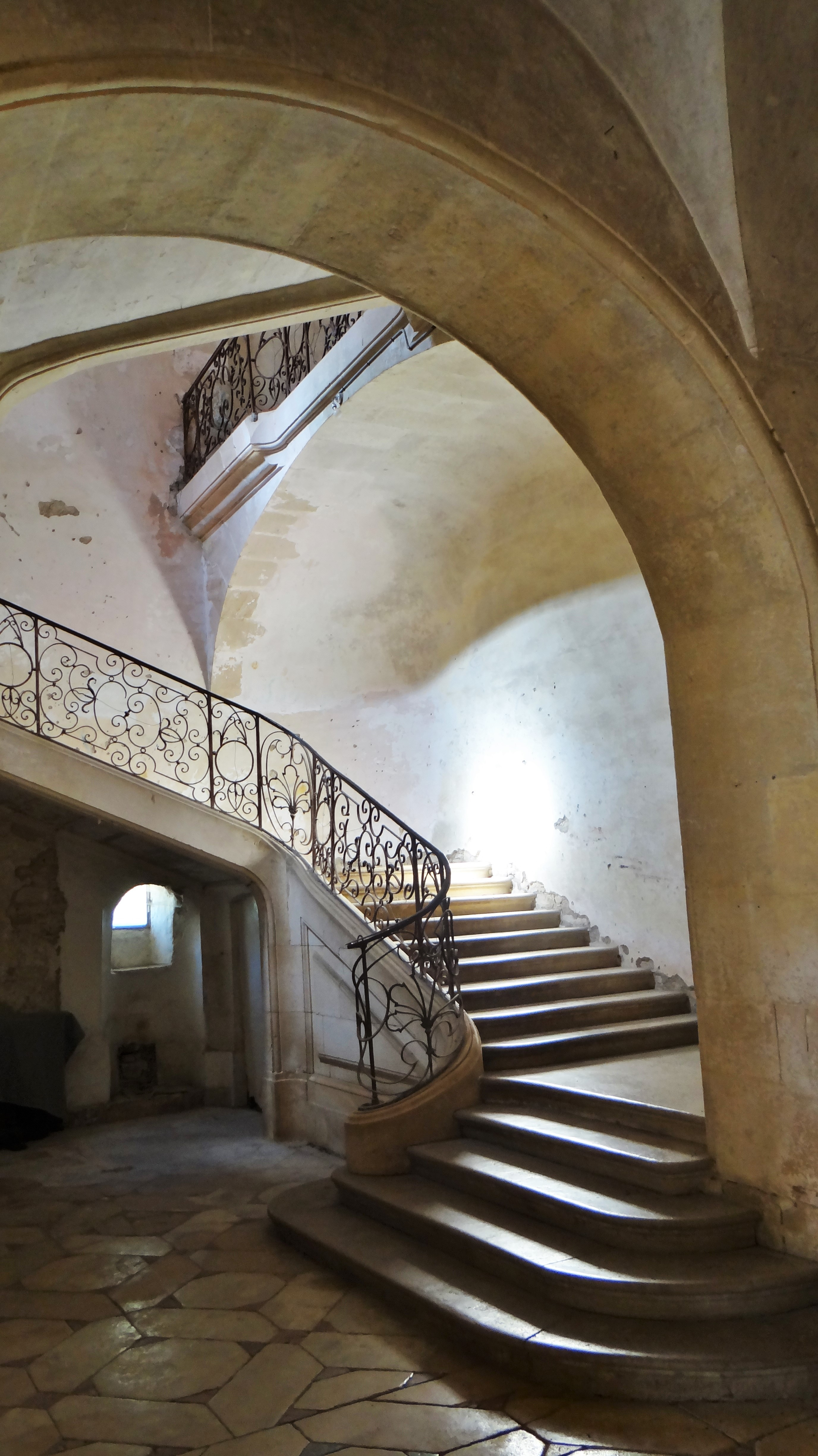
Escalier d'honneur.
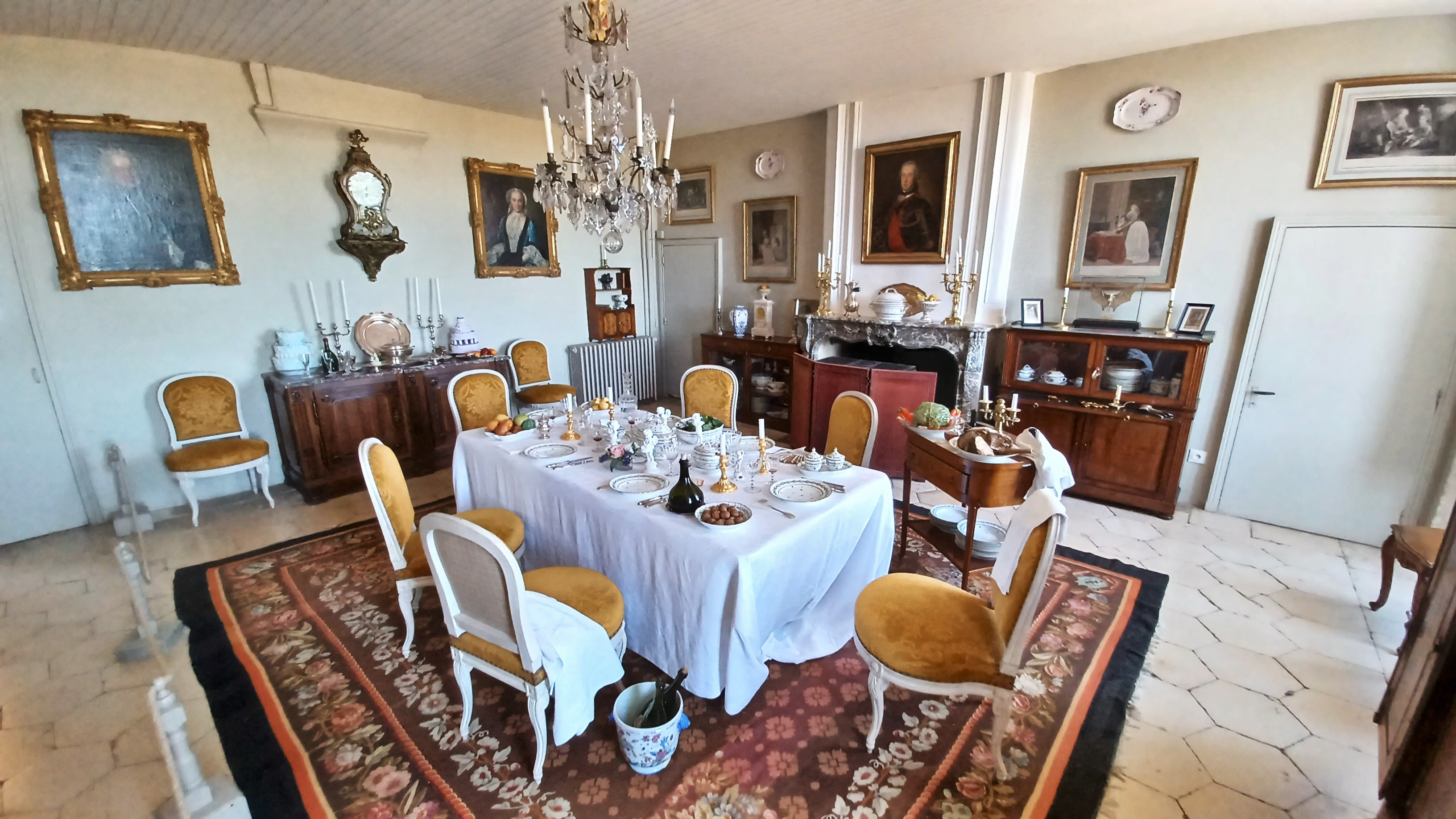
Salle à manger.

## Moines et hôtes célèbres
- au VIe siècle : le moine Sigo de Mesmont dit saint Seine ;
- 1697 : Dom Jean Balivet, prieur, Dom Pierre Richard, sous-prieur, Dom Claude de La Porte, Dom Édouard Marinier, Dom Jean Thiron, Dom Guillaume Caillou, Dom Louis Goupy, frère Philibert Valtat, frère Jacques Gauthier, frère Claude Boguet, frère Laurent Lemaître, fère Jacques Dunan, frère Jacques Bernier, tous religieux profès de l'abbaye de Moutier-Saint-Jean[11].

## Armoiries
De France ancien (d'azur semé de fleurs de lys d'or)

## Terriers, propriétés et revenus

### Abbayes et prieurés
- Abbaye Notre-Dame de Rougemont au diocèse de Langres à Rougemont en Côte-d'Or, devenue par fusion avec le prieuré Saint-Julien de Saint-Julien-sur-Dheune : abbaye Saint-Julien de Rougement[13] ;
- Prieuré Saint-Julien de Saint-Julien-sur-Dheune à Saint-Julien-sur-Dheune ;
- Prieuré Saint-Étienne de Courtangy à Montbard.

### Paroisses, églises et chapelles
- ?-1697 : chapelle Saint-Marc à Dun-les-Places (Nièvre), vente au curé de Dun-les-Places le 16 août 1697. Cette chapelle avait été reconstruite en 1680. Elle faisait l'objet d'un pèlerinage, près d'une source « miraculeuse » sous le vocable de Saint-Marc[14].